# Provincia Torino
Torino a fost o provincie din regiunea Piemont, Italia. A încetat să existe la 31 decembrie 2014, fiind înlocuită de Orașul metropolitan Torino.

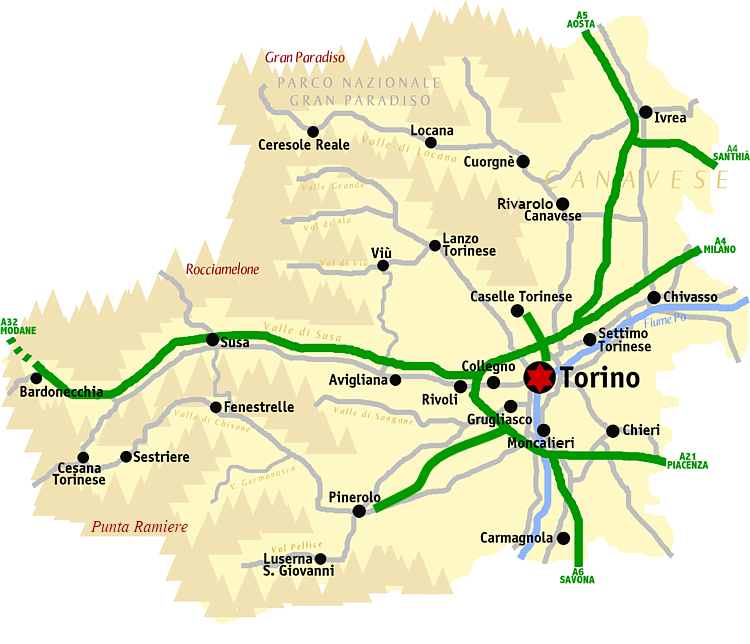
Harta provinciei Torino